# Techniki klonowania
Obecnie stosowane metody klonowania obejmują:
1. Metoda podziału bliźniaczego, czyli podział wczesnego embrionu, w wyniku którego powstają dwa embriony identyczne genetycznie. Polega ona na mikrochirurgicznym przecięciu zarodka, gdy znajduje się on w stadium od dwóch do ośmiu komórek. Na początku rozwoju embrionalnego komórki posiadają zdolności multipotencjalne, to znaczy, że mogą przejmować i zastępować funkcje brakujących komórek, włącznie z odbudowaniem brakujących. W ten sposób można otrzymać jednojajowe bliźniaki, które posiadają identyczną strukturę białkową oraz te same cechy dziedziczenia. W tym przypadku bliźnięta są dla siebie klonami
2. Metoda izolacji blastomerów, czyli wyizolowywanie komórek embrionu dających początek nowym organizmom. Ta technika klonowania zarodków zwierzęcych została opracowana pod koniec lat 60. XX wieku. Przy jej wykorzystaniu uzyskiwano bliźnięta, trojaczki, a nawet czasami czworaczki i pięcioraczki. Mimo możliwości uzyskania identycznych genetycznie wieloraczków, metoda ta nie zyskała jednak praktycznego znaczenia i nie wyszła poza stadium eksperymentalne.
3. Metoda agregacji blastomerów, czyli wyizolowywanie komórek embrionu i umieszczanie ich w otoczeniu blastomerów pochodzących z innych osobników.
4. Metoda transferu jąder komórkowych, czyli umieszczenie w niezapłodnionej komórce jajowej jądra komórkowego pochodzącego:
  1. z embrionu
  2. z komórki ciała dorosłego osobnika

Odbywa się ten proces w następujących fazach:
- przygotowanie jądra komórki somatycznej, które będzie sterowało rozwojem komórki jajowej
- przygotowanie komórki jajowej - wypreparowanie jądra komórkowego
- wszczepienie jądra komórki somatycznej w miejsce jądra komórki jajowej (rozpoczyna się rozwój powstałej w ten sposób zygoty);
- przeniesienie embrionu do narządów rodnych

Jest to metoda pozwalająca na uzyskanie u ssaków klonów liczących znacznie więcej osobników, niż przy wykorzystaniu poprzednich metod. Polega na przeszczepieniu jąder komórek zarodkowych, w którym wykorzystano jądra komórek somatycznych  do dojrzałego oocytu, rzadziej zygoty, wcześniej poddanych zabiegowi usunięcia własnego materiału genetycznego. Innym wariantem klonowania, na drodze transplantacji jąder komórkowych, jest klonowanie z zastosowaniem pierwotnych komórek zarodkowych. Jest to metoda, która, przynajmniej teoretycznie, może prowadzić do masowej produkcji identycznych zarodków ssaków. Jak dotąd udało się ją zastosować tylko w odniesieniu do myszy. W chwili obecnej nie są jeszcze jasne możliwości produkcji pierwotnych komórek zarodkowych w odniesieniu do innych zwierząt, mimo że notuje się na tym polu pewne osiągnięcia.